# Восточный Тимор на зимних Олимпийских играх 2018
Восточный Тимор на зимних Олимпийских играх 2018 года был представлен одним спортсменом в горнолыжном спорте. Восточный Тимор во второй раз принял участие в зимних Олимпийских играх, и вновь единственную лицензию для страны заработал горнолыжник Йоанн Гутт Гонсалвеш.

## Состав сборной
Горнолыжный спорт
1. Йоанн Гутт Гонсалвеш

## Результаты соревнований

### Лыжные виды спорта

#### Горнолыжный спорт
Квалификация спортсменов для участия в Олимпийских играх осуществлялась на основании специального квалификационного рейтинга FIS по состоянию на 21 января 2018 года. При этом НОК для участия в Олимпийских играх мог выбрать только того спортсмена, который вошёл в топ-500 олимпийского рейтинга в своей дисциплине, и при этом имел определённое количество очков, согласно квалификационной таблице. Страны, не имеющие участников в числе 500 сильнейших спортсменов, могли претендовать только на квоты категории «B» в технических дисциплинах. По итогам квалификационного отбора сборная Восточного Тимора завоевала олимпийскую лицензию категории «B» в мужских соревнованиях, благодаря успешным выступлениям Йоанна Гутта Гонсалвеша.
Мужчины
| Соревнование | Спортсмены           | Скоростной спуск/ 1 спуск | Скоростной спуск/ 1 спуск | Слалом/ 2 спуск | Слалом/ 2 спуск | Всего | Место | Отставание |
| Соревнование | Спортсмены           | Время                     | Место                     | Время           | Место           | Всего | Место | Отставание |
| ------------ | -------------------- | ------------------------- | ------------------------- | --------------- | --------------- | ----- | ----- | ---------- |
| слалом       | Йоанн Гутт Гонсалвеш | DNF                       | DNF                       | —               | —               | —     | —     | —          |